# Vernoux-en-Gâtine
Vernoux-en-Gâtine é uma comuna francesa na região administrativa da Nova Aquitânia, no departamento de Deux-Sèvres. Estende-se por uma área de 31,2 km². Em 2010 a comuna tinha 586 habitantes (densidade: 18,8 hab./km²).